# 英連邦参戦記念碑

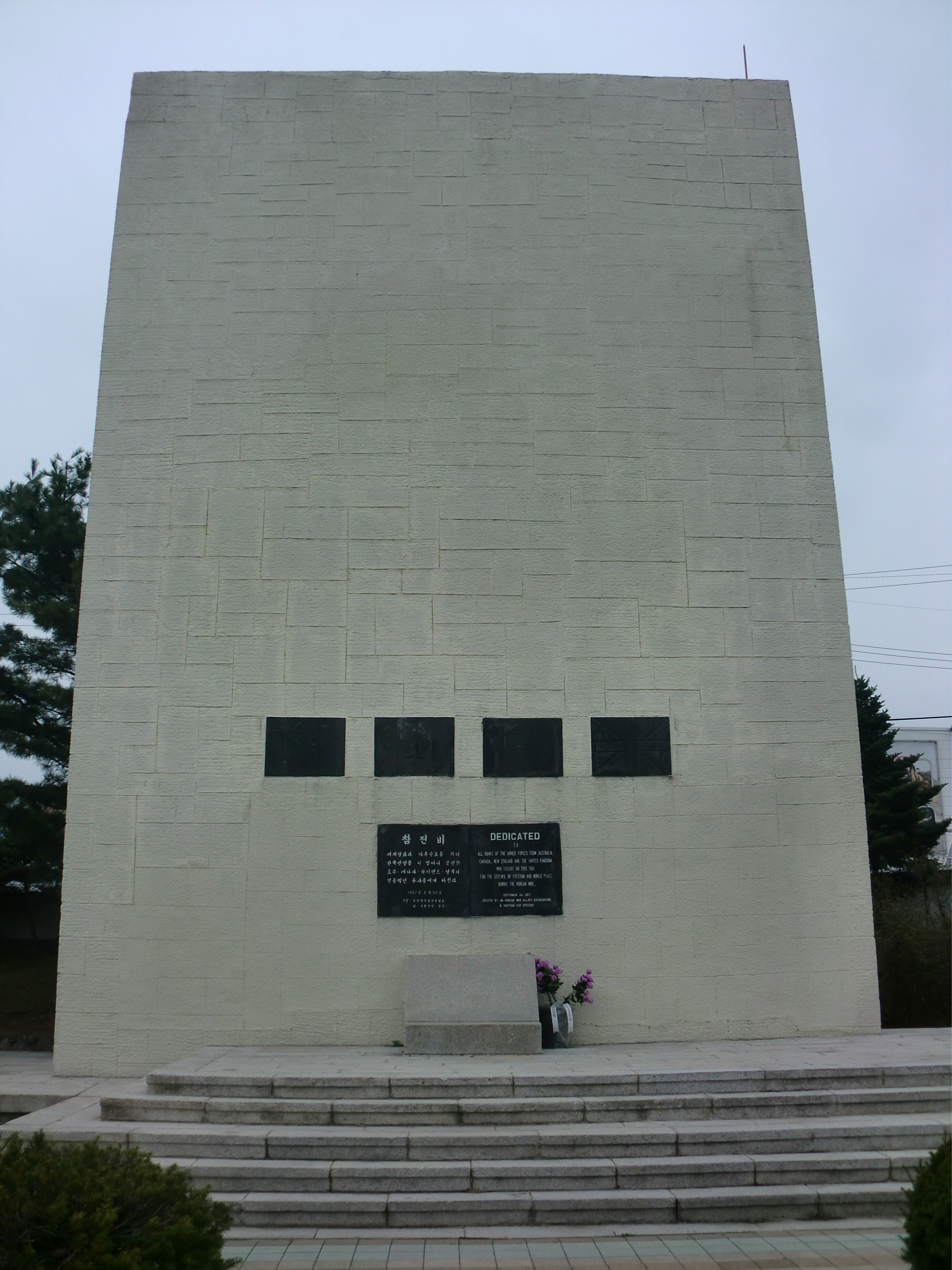
英連邦参戦記念碑

英連邦参戦記念碑（えいれんぽうさんせんきねんひ、朝鮮語: 영연방 한국전 참전 기념비、ハンチャ: 英聯邦 韓國戰 參戰 紀念碑）は、朝鮮戦争に参戦したイギリス連邦4カ国（イギリス、オーストラリア、ニュージーランド、カナダ）出身の軍人たちを記念するために、大韓民国の京畿道加平郡加平邑邑内里365-1に建てられた記念碑である。国連朝鮮戦争参戦国協会および加平郡の住民らが記念碑の建立を主導し、1967年9月30日に竣工された。

## 概要
京畿道加平郡は、朝鮮戦争が進行中だった1951年4月22日から4月25日までの間加平の戦いが起きた場所であり、英連邦朝鮮派遣軍（British Commonwealth Forces Korea, BCFK、イギリス、オーストラリア、ニュージーランド、カナダ4ヵ国の連合軍）、および大韓民国国軍が中国人民志願軍に勝利した記録がされた場所である。 基壇の高さは1 m（メートル）、大理石記念碑の高さは12 mである。記念碑中央部にはイギリス、オーストラリア、ニュージーランド、カナダの4カ国の国旗と碑文が刻まれ、記念碑の下段には、朝鮮戦争に参戦した英連邦朝鮮派遣軍の犠牲者統計と参戦碑文が刻まれている。
- 朝鮮語の碑文内容:세계 평화와 자유 수호를 위해 한국 전쟁 중 이 땅에서 공헌한 호주(오스트레일리아), 캐나다, 뉴지랜드(뉴질랜드), 영국의 영웅적인 용사들에게 바친다.
- 日本語訳:世界平和と自由守護のために朝鮮戦争中にこの地に貢献したオーストラリア、カナダ、ニュージーランド、イギリスの英雄的な勇士たちに捧げる。
- 英語の碑文内容:Dedicated to all ranks of the armed forces from Australia, Canada, New Zealand and the United Kingdom who fought in this soil for the defense of freedom and world peace during the Korean War.

## 追悼
加平戦闘から60年を迎える2011年4月25日、英連邦参戦記念碑の前で追悼が行われ、オーストラリアのギラード首相、ニュージーランドのマップ国防相、韓国の金寛鎮（キム・グァンジン）国防部長官らが出席した。